# Eberi
Eberi é uma cidade do estado de Rios, na área de Omuma, na Nigéria. Em 2016, havia 30 429 habitantes.